# انهيار الصمام الأنفي
انهيار الصمام الأنفي هو اضطراب هيكلي يُصيب أضيق منطقة في الممر الهوائي داخل الأنف، ويؤدي إلى ضعف أو تضيق في صمام الأنف، مما يسبب انسدادًا مزمنًا في الأنف وصعوبة في التنفس. تُعد هذه الحالة من الأسباب الشائعة وغير المشخّصة بما يكفي لانخفاض تدفق الهواء الأنفي، وقد تؤثر بشكل كبير على جودة حياة المريض، لا سيما أثناء النوم أو ممارسة التمارين الرياضية.

## التشريح
تتكوّن منطقة الصمام الأنفي من جزئين رئيسيين: الصمام الداخلي والصمام الخارجي. يقع الصمام الأنفي الداخلي عند التقاء الحاجز الأنفي بالغضروف الجانبي العلوي، ويشكّل زاوية تتراوح بين 10 إلى 15 درجة. أي تضيق في هذه الزاوية يمكن أن يعيق تدفق الهواء بشكل كبير. أما الصمام الخارجي فيشمل جناح الأنف، والحافة السفلية للغضروف الجانبي السفلي، وقاعدة فتحة الأنف.

## التصنيف
يُصنف انهيار الصمام الأنفي إلى نوعين رئيسيين: داخلي وخارجي. الانهيار الداخلي غالبًا ما يكون نتيجة لجراحة أنفية سابقة مثل رأب الأنف، أو نتيجة لانحراف الحاجز الأنفي، أو لعيوب خلقية في البنية التشريحية. بينما يحدث الانهيار الخارجي نتيجة لضعف أو فقدان الدعم الهيكلي في جدار الأنف الجانبي، ويُلاحظ أكثر مع التقدم في العمر أو نتيجة لرضوض أو استئصال غضاريف خلال الجراحة.

## الأسباب
تشمل الأسباب الشائعة لانهيار الصمام الأنفي:
- الجراحات التجميلية أو الوظيفية السابقة التي تؤدي إلى إزالة أو ضعف في الغضاريف الأنفية
- الرضوض أو الإصابات المباشرة للأنف
- التغيرات المرتبطة بالتقدم في العمر التي تقلل من مرونة الأنسجة
- العيوب الخلقية في بنية الغضروف
- الأمراض الالتهابية أو المناعية التي تصيب الإطار الغضروفي للأنف

## الأعراض
يعاني المرضى عادة من انسداد مزمن في الأنف لا يستجيب للعلاجات التقليدية مثل مضادات الاحتقان أو أدوية الحساسية. وقد يلاحظ بعض المرضى تراجعًا ملحوظًا في جدار الأنف الخارجي أثناء الشهيق، أو يستخدمون مناورات يدوية مثل سحب الخد لتوسيع مجرى الهواء، وهي تقنية تُعرف بمناورة كوتل.

## التشخيص
يعتمد التشخيص بشكل أساسي على الفحص السريري. يُجرى اختبار كوتل المعدل، حيث يؤدي دعم جدار الأنف الجانبي يدويًا إلى تحسن مؤقت في التنفس، مما يشير إلى وجود انهيار في الصمام. يمكن استخدام منظار الأنف لتقييم مدى الانهيار واستبعاد الأسباب الأخرى للانسداد.

## العلاج
في الحالات الخفيفة، يمكن استخدام أجهزة داعمة خارجية (مثل شرائط الأنف) أو دعامات داخلية كوسيلة غير جراحية لتحسين التنفس. أما في الحالات المتقدمة، فعادة ما يُوصى بالتدخل الجراحي. تشمل الخيارات الجراحية زرع رقائق توسعة (spreader grafts) لتوسيع الزاوية الداخلية، أو رقائق تدعيم جانبي (batten grafts) لدعم الجدار الخارجي، أو ترقيع الحافة السفلى لجناح الأنف. يتم الحصول على هذه الرقائق من الحاجز الأنفي، غضروف الأذن، أو في بعض الحالات من الضلوع.

## الإنذار
معظم المرضى الذين يخضعون للجراحة لتصحيح انهيار الصمام الأنفي يحققون تحسنًا كبيرًا في تدفق الهواء الأنفي وجودة الحياة. ومع ذلك، قد تختلف النتائج تبعًا لدرجة الانهيار، وخبرة الجرّاح، ووجود مشاكل بنيوية مرافقة. في بعض الحالات، قد تكون هناك حاجة إلى جراحات مراجعة.